# Campeonato Carioca de Voleibol Masculino de 2011
O Campeonato Carioca de Voleibol Masculino de 2011 foi a 72ª edição deste campeonato que foi vencido pelo RJX por 3 sets a 1 no Volta Redonda na final. Este foi o primeiro título do RJX.

## Participantes
| Equipe        | Cidade         | Em 2010        | Títulos             |
| Botafogo      | Rio de Janeiro | 3º             | 23 (último em 2007) |
| Flamengo      | Rio de Janeiro | Não participou | 19 (último em 2005) |
| Metrô Rio     | Rio de Janeiro | Não participou | 0 (não possui)      |
| Monte Líbano  | Rio de Janeiro | Não participou | 0 (não possui)      |
| RJX           | Rio de Janeiro | Não participou | 0 (não possui)      |
| Tijuca        | Rio de Janeiro | Não participou | 1 (último em 2003)  |
| Volta Redonda | Volta Redonda  | Campeão        | 3 (último em 2010)  |

## Primeira fase
- Vitória por 3 sets a 0 ou 3 a 1: 3 pontos para o vencedor;
- Vitória por 3 sets a 2: 2 pontos para o vencedor e 1 ponto para o perdedor.
- Em caso de igualdade por pontos, os seguintes critérios servem como desempate: número de vitórias, média de sets e média de pontos.

|     |               |     | Jogos | Jogos | Jogos | Pontos | Pontos | Pontos | Sets | Sets | Sets  |
| Pos | Equipe        | Pts | T     | V     | D     | V      | P      | R      | V    | P    | R     |
| --- | ------------- | --- | ----- | ----- | ----- | ------ | ------ | ------ | ---- | ---- | ----- |
| 1   | RJX           | 18  | 6     | 6     | 0     | 0      | 0      | MAX    | 18   | 0    | MAX   |
| 2   | Volta Redonda | 15  | 6     | 5     | 1     | 0      | 0      | MAX    | 15   | 3    | 5,000 |
| 3   | Botafogo      | 12  | 6     | 4     | 2     | 0      | 0      | MAX    | 12   | 7    | 1.714 |
| 4   | Flamengo      | 7   | 6     | 2     | 4     | 0      | 0      | MAX    | 8    | 13   | 0.615 |
| 5   | Metrô Rio     | 5   | 6     | 2     | 4     | 0      | 0      | MAX    | 7    | 12   | 0.583 |
| 6   | Tijuca        | 5   | 6     | 2     | 4     | 0      | 0      | MAX    | 8    | 16   | 0.500 |
| 7   | Monte Líbano  | 1   | 6     | 0     | 6     | 0      | 0      | MAX    | 4    | 18   | 0.222 |

| 20 de outubro 20:15 | Botafogo | 0 – 3 | RJX | Rio de Janeiro |
| 20 de outubro 20:15 |          |       |     | Rio de Janeiro |

| 22 de outubro 16:00 | Monte Líbano | 1 – 3 | Metrô Rio | Rio de Janeiro |
| 22 de outubro 16:00 |              |       |           | Rio de Janeiro |

| 22 de outubro 16:30 | Botafogo | 3 – 0 | Tijuca | Rio de Janeiro |
| 22 de outubro 16:30 |          |       |        | Rio de Janeiro |

| 22 de outubro 18:00 | Flamengo | 0 – 3 | Volta Redonda | Rio de Janeiro |
| 22 de outubro 18:00 |          |       |               | Rio de Janeiro |

| 25 de outubro 19:00 | RJX | 3 – 0 | Flamengo | Rio de Janeiro |
| 25 de outubro 19:00 |     |       |          | Rio de Janeiro |

| 3 de novembro 18:00 | Botafogo | 3 – 0 | Flamengo | Rio de Janeiro |
| 3 de novembro 18:00 |          |       |          | Rio de Janeiro |

| 5 de novembro 16:00 | Tijuca | 2 – 3 | Metrô Rio | Rio de Janeiro |
| 5 de novembro 16:00 |        |       |           | Rio de Janeiro |

| 5 de novembro 18:00 | Flamengo | 3 – 0 | Monte Líbano | Rio de Janeiro |
| 5 de novembro 18:00 |          |       |              | Rio de Janeiro |

| 6 de novembro 15:00 | Monte Líbano | 1 – 3 | Botafogo | Rio de Janeiro |
| 6 de novembro 15:00 |              |       |          | Rio de Janeiro |

| 12 de novembro 16:00 | Flamengo | 3 – 1 | Metrô Rio | Rio de Janeiro |
| 12 de novembro 16:00 |          |       |           | Rio de Janeiro |

| 12 de novembro 16:00 | Volta Redonda | 3 – 0 | Tijuca | Volta Redonda |
| 12 de novembro 16:00 |               |       |        | Volta Redonda |

| 17 de novembro 19:00 | RJX | 3 – 0 | Volta Redonda | Rio de Janeiro |
| 17 de novembro 19:00 |     |       |               | Rio de Janeiro |

| 19 de novembro 14:00 | Monte Líbano | 0 – 3 | RJX | Rio de Janeiro |
| 19 de novembro 14:00 |              |       |     | Rio de Janeiro |

| 19 de novembro 15:00 | Botafogo | 3 – 0 | Metrô Rio | Rio de Janeiro |
| 19 de novembro 15:00 |          |       |           | Rio de Janeiro |

| 20 de novembro 15:00 | Volta Redonda | 3 – 0 | Monte Líbano | Volta Redonda |
| 20 de novembro 15:00 |               |       |              | Volta Redonda |

| 22 de novembro 17:00 | Flamengo | 2 – 3 | Tijuca | Rio de Janeiro |
| 22 de novembro 17:00 |          |       |        | Rio de Janeiro |

| 26 de novembro 15:00 | Volta Redonda | 3 – 0 | Botafogo | Volta Redonda |
| 26 de novembro 15:00 |               |       |          | Volta Redonda |

| 27 de novembro 10:00 | Metrô Rio | 0 – 3 | Volta Redonda | Rio de Janeiro |
| 27 de novembro 10:00 |           |       |               | Rio de Janeiro |

| 27 de novembro 15:00 | Monte Líbano | 2 – 3 | Tijuca | Rio de Janeiro |
| 27 de novembro 15:00 |              |       |        | Rio de Janeiro |

| 28 de novembro 18:30 | RJX | 3 – 0 | Metrô Rio | Saquarema |
| 28 de novembro 18:30 |     |       |           | Saquarema |

| 29 de novembro 18:00 | RJX | 3 – 0 | Tijuca | Rio de Janeiro |
| 29 de novembro 18:00 |     |       |        | Rio de Janeiro |

## Fase final

### Semifinais
| 3 de dezembro 13:00 | Volta Redonda | 3 – 0 | Botafogo | Volta Redonda |
| 3 de dezembro 13:00 |               |       |          | Volta Redonda |

| 3 de dezembro 17:30 | RJX | 3 – 0 | Flamengo | Rio de Janeiro |
| 3 de dezembro 17:30 |     |       |          | Rio de Janeiro |

### Final
| 5 de janeiro 16:00 | RJX | 3 – 1 | Volta Redonda | Rio de Janeiro |
| 5 de janeiro 16:00 |     |       |               | Rio de Janeiro |

## Premiação
| Campeonato Carioca de Voleibol de 2011 |
| Rio de Janeiro                         |
| -------------------------------------- |
| RJX Campeão (1º título)                |